# Mendovo
Mendovo (în bulgară Мендово) este un sat în Obștina Petrici, Regiunea Blagoevgrad, Bulgaria.

## Demografie
Componența etnică a satului Mendovo
     Bulgari (99%)
     Nicio identificare (0,99%)
     Altele (0%)
La recensământul din 2011, populația satului Mendovo era de 101 locuitori. Din punct de vedere etnic, majoritatea locuitorilor (99,0%) erau bulgari. Pentru 0,99% din locuitori nu este cunoscută apartenența etnică.